# Dwarves
Dwarves é uma banda de punk rock, formada em Chicago, Illinois nos Estados Unidos. A banda foi formada em 1985 e atualmente situa-se em San Francisco, Califórnia. As letras da banda costumam falar de drogas, sexo e escatologias em geral. A banda já teve diversas formações, chegando a ter Nick Oliveri (ex-Queens of the Stone Age/Mondo Generator) na sua formação, só que tocando com o "codinome" Rex Everything. A banda está na ativa até hoje.
Formada como uma banda punk, sua carreira subsequentemente os viu se mover em direção ao hardcore antes de se estabelecer em um som punk rock eclético, enfatizando letras intencionalmente chocantes. Eles foram descritos como "um dos últimos verdadeiros bastiões da ideologia do punk rock na era musical contemporânea".

## Integrantes recentes
- Blag Dahlia (vocal)
- He Who Cannot Be Named (guitarra)
- The Fresh Prince Of Darkness (guitarra)
- Dutch Ovens (baixo)
- Chip Fracture (bateria)

## Discografia

### Álbuns completos
- Horror Stories (1986)
- Toolin' For A Warm Teabag (1988)
- Blood Guts & Pussy (1990)
- Lucifer's Crank (1991)
- Thank Heaven For Little Girls (1991)
- Sugarfix (1993)
- The Dwarves Are Young and Good Looking (1997)
- How To Win Friends And Influence People (2001)
- The Dwarves Must Die (2004)
- Greedy Boot 1 (2005) (apenas no site da banda)
- Born Again (2011)
- The Dwarves Invented Rock & Roll (2014)

### Coletâneas
- Free Cocaine (1999)

### DVD
- Fuck You Up And Get Live (2004)
- FEFU (2006)